# Rolando Botello
Rolando Vicente Botello Garibaldo (ur. 20 listopada 1991 w mieście Panama) – panamski piłkarz występujący na pozycji defensywnego pomocnika, reprezentant Panamy.
Jego ojciec Rolando Botello również był piłkarzem.